# Grålinjerad lövmätare
Grålinjerad lövmätare Idaea subsericeata är en fjärilsart som beskrevs av Adrian Hardy Haworth 1809. Grålinjerad lövmätare ingår i släktet Idaea och familjen mätare, Geometridae. Arten är ännu inte påträffad i Sverige. Inga underarter finns listade i Catalogue of Life.

## Bildgalleri

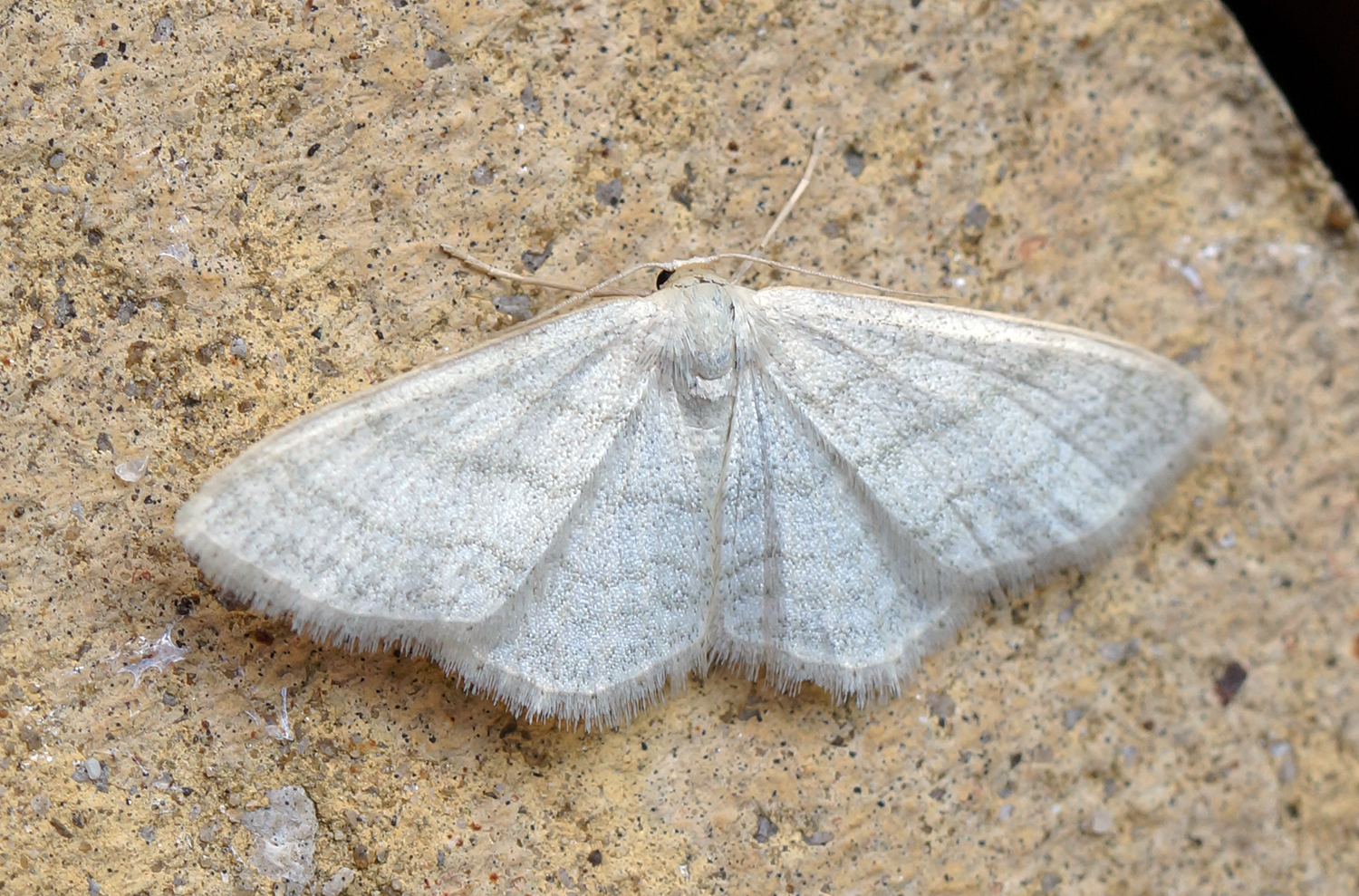
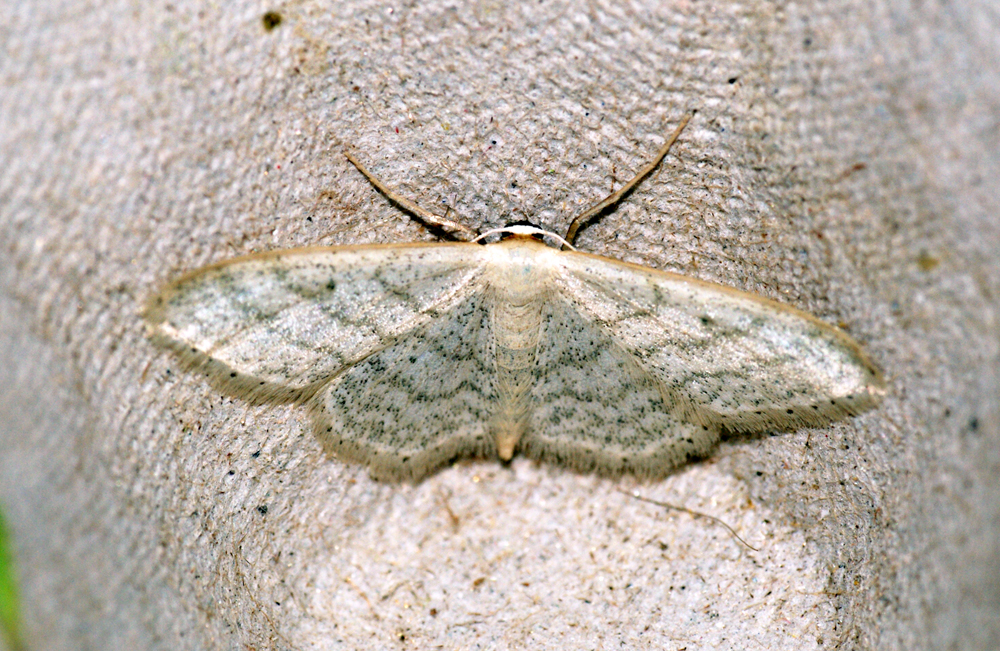
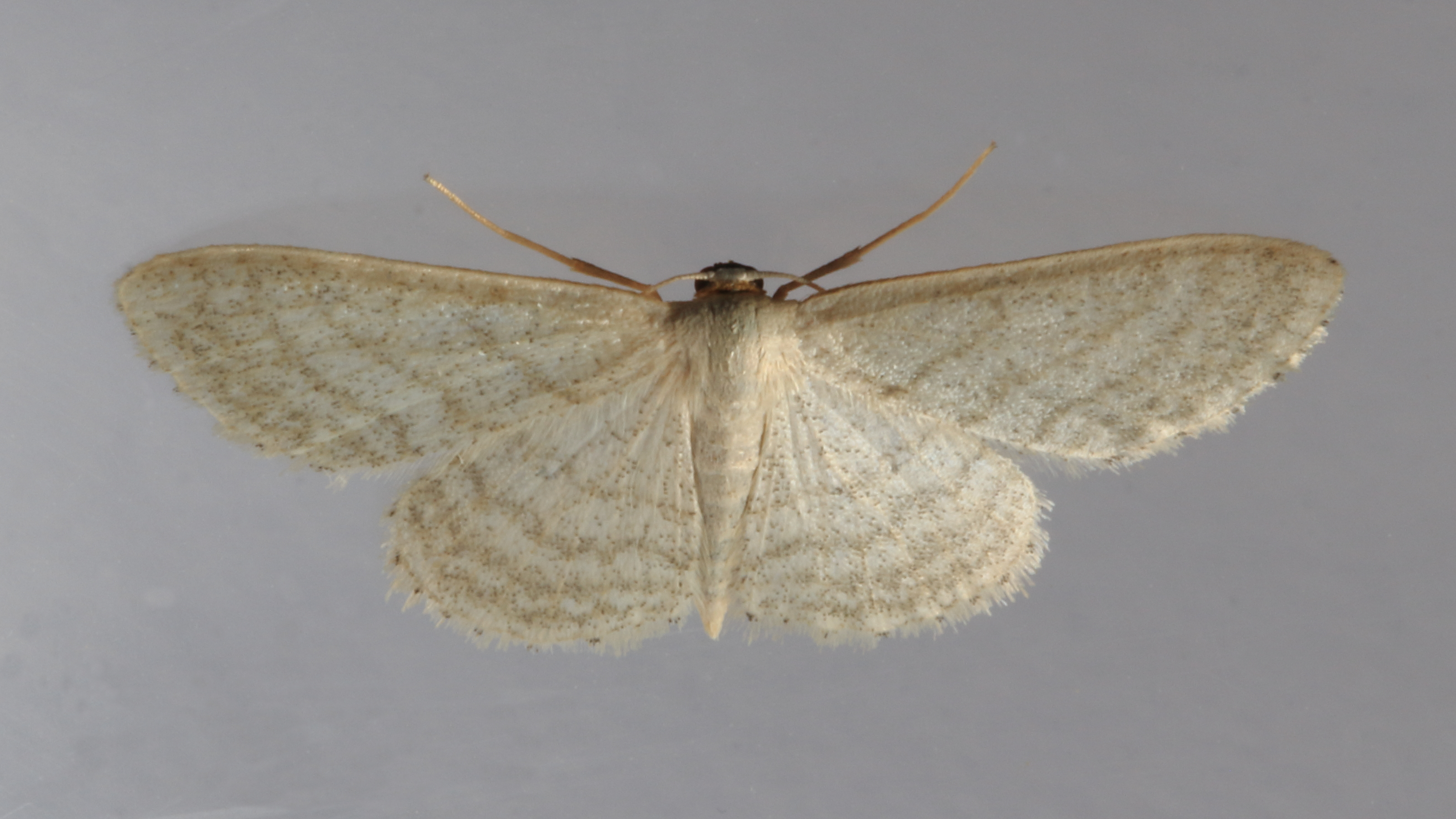